# Grünes Gitter (Potsdam)

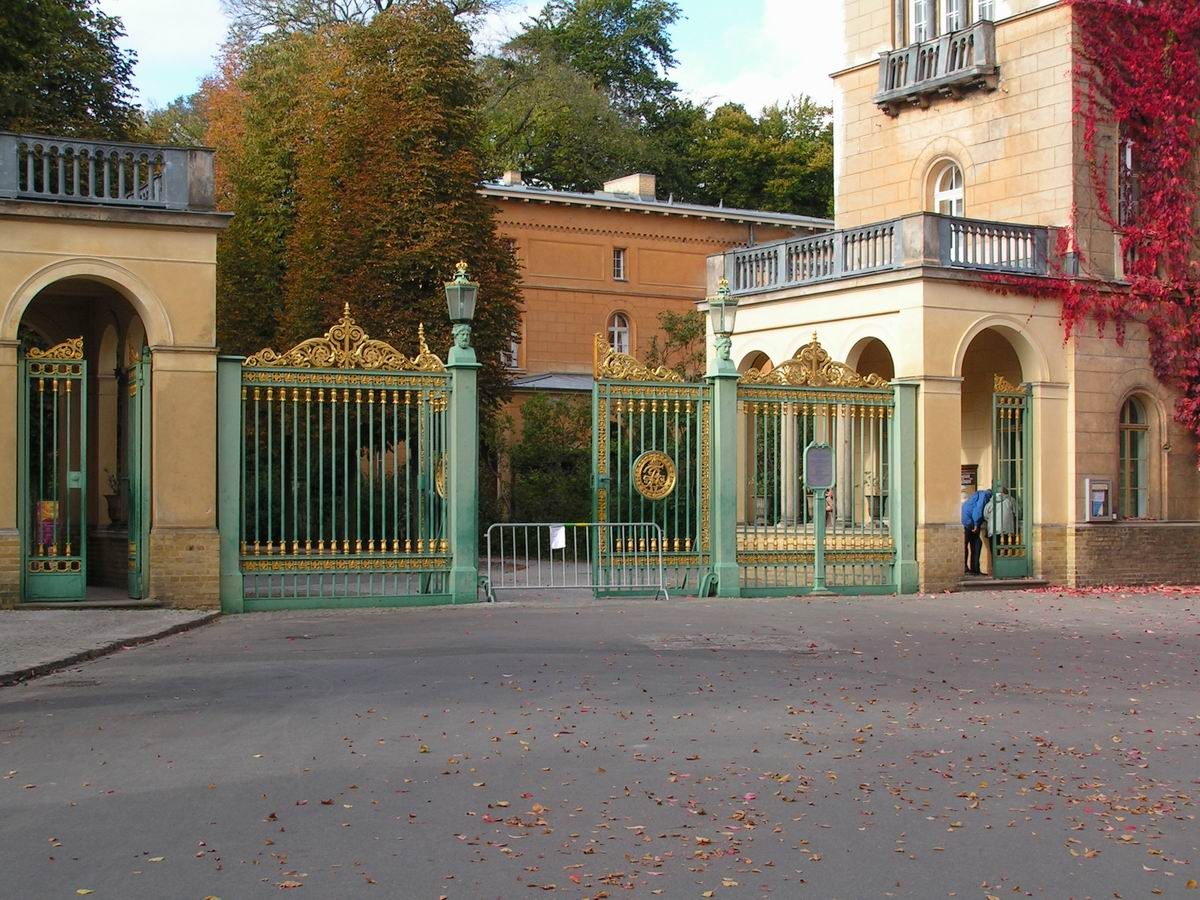
Eingang zum Park

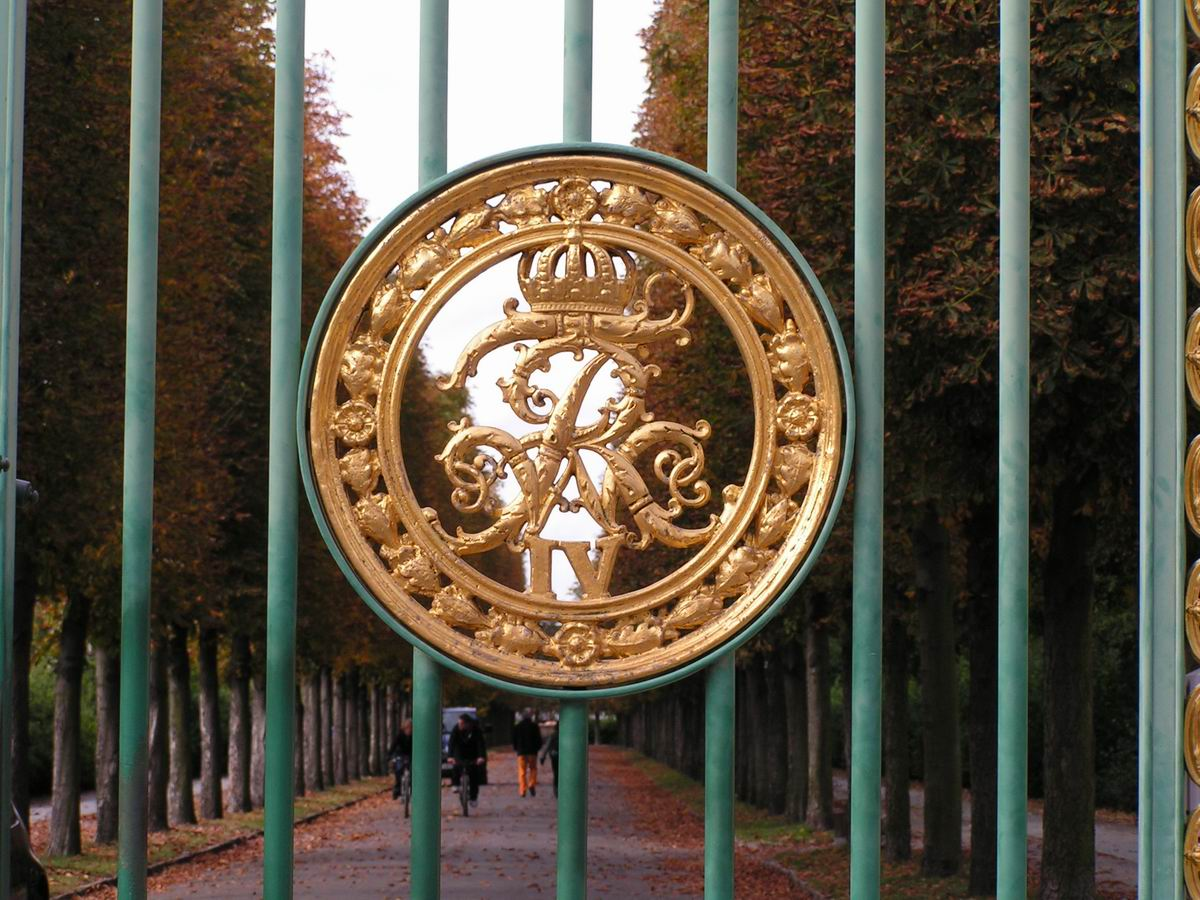
Detail

Das Grüne Gitter stellt den Haupteingang zum Schlosspark Sanssouci dar und befindet sich am Ende der Allee nach Sanssouci. Diese beginnt als eine von drei strahlenförmigen Straßen am Luisenplatz. Das Tor wurde von Ludwig Ferdinand Hesse entworfen und entstand 1854 in Zusammenhang mit dem Bau der Friedenskirche (Potsdam). Der Name wird von der Farbe abgeleitet, mit der das Gitter angestrichen ist. Als zusätzliche Verzierung sind einzelne Streben und Spitzen mit Blattgold veredelt. Das Eisengitter trägt die Initialen Friedrich Wilhelms IV.